# Erythroxylum coelophlebium
Erythroxylum coelophlebium är en tvåhjärtbladig växtart som beskrevs av Carl Friedrich Philipp von Martius. Erythroxylum coelophlebium ingår i släktet Erythroxylum och familjen Erythroxylaceae. Inga underarter finns listade i Catalogue of Life.